# Barberino di Mugello

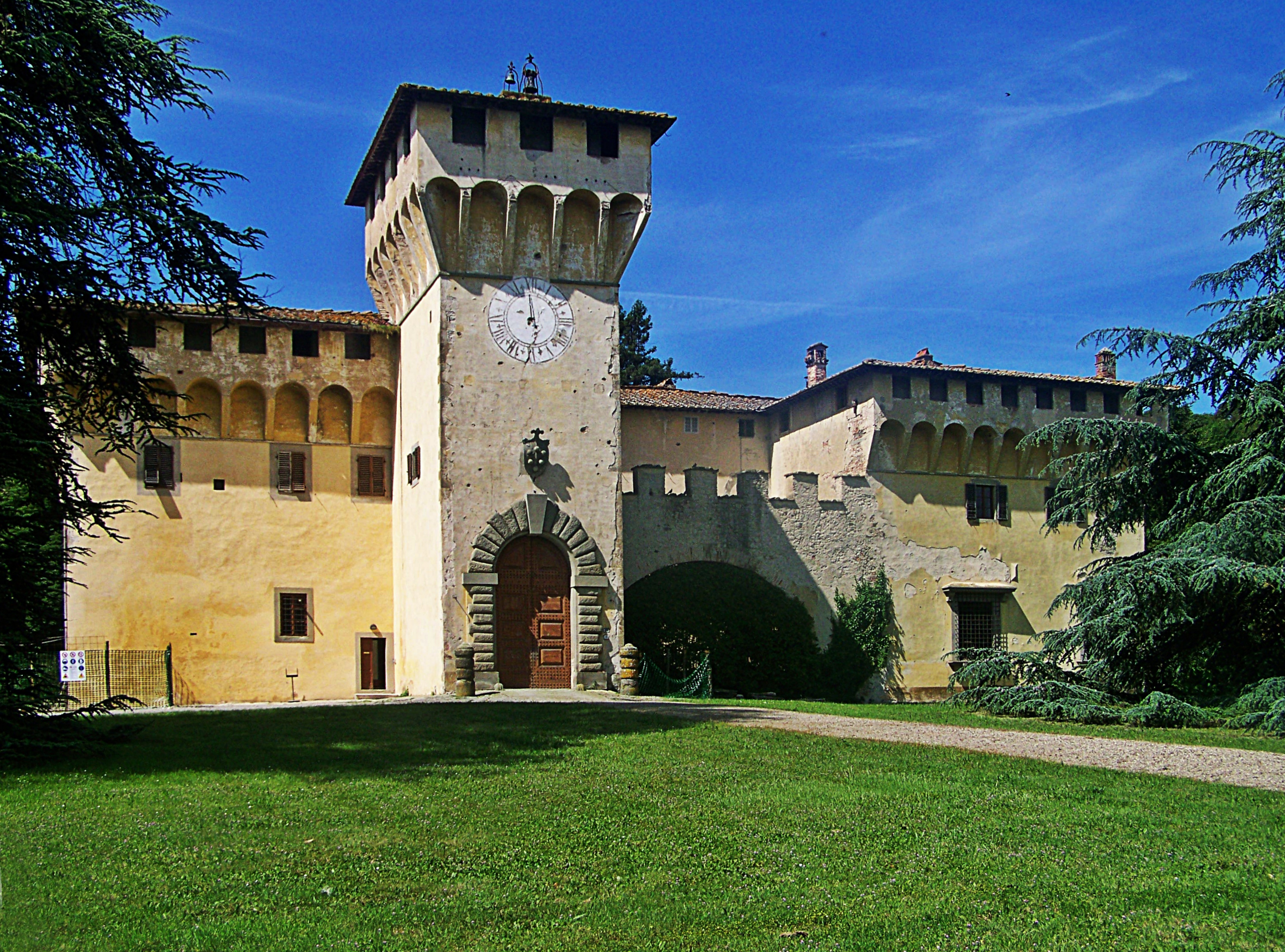
Villa Medici a Cafaggiolo

Barberino di Mugello és un comune (municipi) de la ciutat metropolitana de Florència, a la regió italiana de la Toscana, situat uns 25 km al nord de Florència. L'1 de gener de 2018 tenia 10.924 habitants.
Limita amb els següents municipis: Calenzano, Cantagallo, Castiglione dei Pepoli, Firenzuola, San Piero a Sieve, Scarperia, Vaiano i Vernio.
Entre els llocs d'interès hi ha la Villa Medici a Cafaggiolo.

## Ciutats agermanades
- Betton, França
- Laurenzana, Itàlia
- Yraifia, República Àrab Sahrauí Democràtica
- Torrelodones, Espanya